# Jerzy Ciesiołka
Jerzy Ciesiołka – polski chemik i biolog, profesor nauk chemicznych, pracownik naukowy Instytutu Chemii Bioorganicznej PAN, gdzie kieruje Zakładem Biochemii RNA. Specjalizuje się w biochemii

## Życiorys
Stopień doktora habilitowanego nauk biologicznych nadał mu w 1993 r. Wydział Biologii UAM, na podstawie pracy pt. Hydroliza RNA indukowana jonami metali. 8 monotematycznych publikacji z komentarzem. W 2003 r. uzyskał tytuł profesora nauk chemicznych. Do 2020 r. wypromował 9 doktorów.

## Odznaczenia i wyróżnienia
Odznaczony Krzyżem Kawalerskim (2013) i Oficerskim (2020) Orderu Odrodzenia Polski.